# João Paulo & Daniel Vol. 3
João Paulo & Daniel Vol. 3 é o terceiro álbum de estúdio da dupla sertaneja brasileira João Paulo & Daniel. Foi lançado em 1989 e relançado em 1991 pela Chantecler. O álbum vendeu em torno de 90 mil cópias, e teve como sucessos as canções "Aos Trancos e Barrancos", "Pra Te Esquecer Não Dá" e "Desejo de Amar".

## Faixas

### Primeira Tiragem[5]
| N.º | Título                    | Compositor(es)                       | Duração |  |
| 1.  | "Aos Trancos e Barrancos" | Edinho da Mata / Matogrosso          | 3:01    |  |
| 2.  | "Pra Te Esquecer Não Dá"  | Zé Poxoréo / Zezé Di Camargo         | 3:49    |  |
| 3.  | "Choro de Amor"           | Manoel Egídio / Tolentino            | 2:37    |  |
| 4.  | "Marcas de um Amor"       | Vicente Dias / Cleide / Gentil Rossi | 2:49    |  |
| 5.  | "Doida Demais"            | Carlos Randall / Luiz Berto          | 3:13    |  |
| 6.  | "Raízes"                  | Tivas / Mario Maranhão               | 3:27    |  |
| 7.  | "Menina Manhosa"          | João Paulo / Daniel                  | 3:38    |  |
| 8.  | "Briga"                   | Zezé Di Camargo                      | 3:37    |  |
| 9.  | "Sombras"                 | Dimarco                              | 3:27    |  |
| 10. | "Não Diga Adeus"          | Joel Marques                         | 3:43    |  |
| 11. | "Sina de Caminhoneiro"    | Paiva / Pinocchio                    | 2:48    |  |
| 12. | "Dose de Paixão"          | Joel Marques                         | 2:17    |  |

### Segunda Tiragem
Foi uma versão lançada em 1991, que contou com a balada romântica "Desejo de Amar", composição de Gabú e Marinheiro (que fez sucesso com a cantora Eliana de Lima), substituindo "Não Diga Adeus", de Joel Marques. Esta é a versão que seria lançada em CD em 1997, juntamente com os dois primeiros álbuns da dupla, no processo de relançamento do antigo catálogo do grupo GEL pela Warner Music.
| N.º | Título                    | Compositor(es)                       | Duração |  |
| 1.  | "Aos Trancos e Barrancos" | Edinho da Mata / Matogrosso          | 3:01    |  |
| 2.  | "Prá Te Esquecer Não Dá"  | Zé Poxoréo / Zezé Di Camargo         | 3:49    |  |
| 3.  | "Choro de Amor"           | Manoel Egídio / Tolentino            | 2:37    |  |
| 4.  | "Marcas de um Amor"       | Vicente Dias / Cleide / Gentil Rossi | 2:49    |  |
| 5.  | "Doida Demais"            | Carlos Randall / Luiz Berto          | 3:13    |  |
| 6.  | "Raízes"                  | Tivas / Mario Maranhão               | 3:27    |  |
| 7.  | "Desejo de Amar"          | Gabú / Marinheiro                    | 3:46    |  |
| 8.  | "Menina Manhosa"          | João Paulo / Daniel                  | 3:38    |  |
| 9.  | "Briga"                   | Zezé Di Camargo                      | 3:37    |  |
| 10. | "Sombras"                 | Dimarco                              | 3:27    |  |
| 11. | "Sina de Caminhoneiro"    | Paiva / Pinocchio                    | 2:48    |  |
| 12. | "Dose de Paixão"          | Joel Marques                         | 2:17    |  |